# Momerstroff
Momerstroff – miejscowość i gmina we Francji, w regionie Grand Est, w departamencie Mozela.
Według danych na rok 1990 gminę zamieszkiwały 203 osoby, a gęstość zaludnienia wynosiła 33 osób/km² (wśród 2335 gmin Lotaryngii Momerstroff plasuje się na 842. miejscu pod względem liczby ludności, natomiast pod względem powierzchni na miejscu 910.).

## Bibliografia

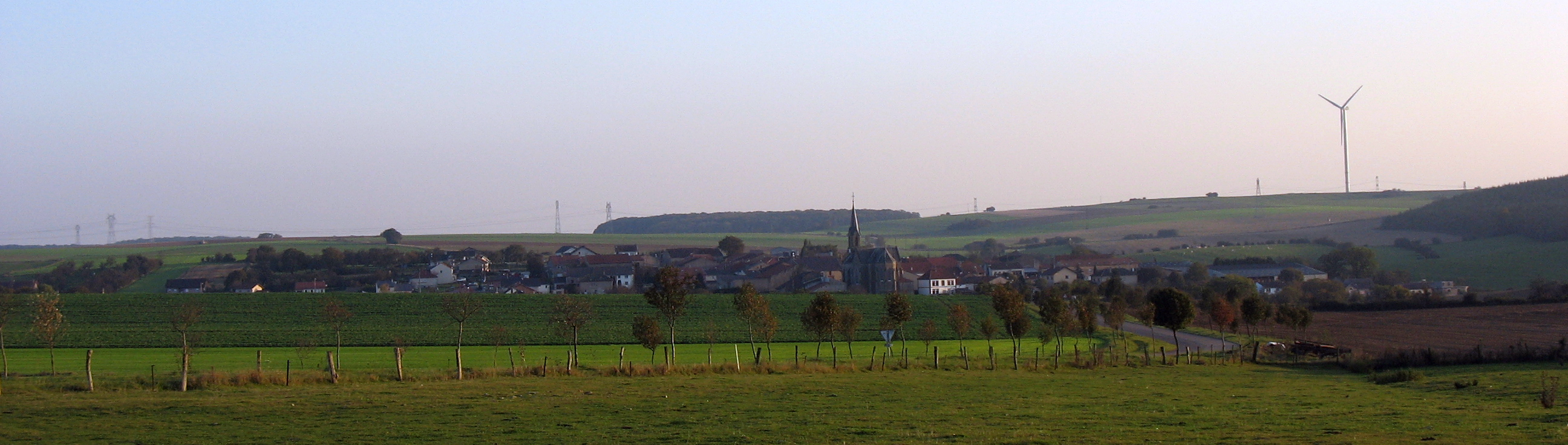
Momerstroff